# 花金ラジオ すっぴんブギ
花金ラジオ すっぴんブギ（はなきんラジオ すっぴんブギ）は中国放送（RCCラジオ）で2024年4月5日から放送開始のラジオの生ワイド番組。

## 概要
RCCラジオでは、金曜日のお昼から夕方にかけての生ワイド番組として『おひるーなフライデー ひるうたマガジン』を放送していたが、2024年4月改編をもって、金曜日のお昼の生ワイド番組として放送枠が改めて設定された。
この番組では、「酸いも甘いも噛み分けた」2人の女性パーソナリティが主に30代から50代の女性をターゲットにした「気になる話題」を中心にトークを展開していくもの。

## 放送時間
- 毎週金曜日 12:00 - 15:00

## パーソナリティ
- 松本裕見子
- 田口麻衣（RCCアナウンサー。2025年7月1日付での総務局広報部長への異動後も出演を継続）

## タイムテーブル
- 12:00 - オープニング
- 12:40 - 週末情報『あした、ここ行こ!』
- 12:50 - 交通情報
- 12:55 - 13時前の中国新聞ニュース
- 13:00 - 午後から開運No.1
- 13:10 - すっぴんさん
- 13:30 - ラジオカー中継
- 13:40 - すっぴんイレブン（エディオン、中国新聞社が提供）
- 13:55 - 14時前の中国新聞ニュース
- 14:00 - 引き出しの中のラブレター／引き出しの中の松本裕見子
- 14:10 - 広島家族。元気じゃけんいきいきプロジェクト
- 14:25 - スポーツ伝説（ニッポン放送制作、内包番組）
- 14:35 - すっぴん川柳（サニクリーン中国が提供）
- 14:45 - 交通情報（広島三菱自動車販売株式会社が提供）
- 14:50 - 天気予報
- 14:55 - エンディング

## コーナー
- 週末情報『あした、ここ行こ!』
- すっぴんさん

ゲストコーナー。
- すっぴんイレブン

今週のサンフレッチェの試合を細かく分析する。
- 引き出しの中のラブレター
- 広島家族。元気じゃけんいきいきプロジェクト